# Мёрдрак, Мари
Мари Мёрдрак (фр. Marie Meurdrac; ок. 1610, Мандр-ле-Роз — 1680) — французский химик, автор трактата «La Chymie Charitable et Facile, en Faveur des Dames» («Простая и милосердная химия для дам»). Трактат, описывавший способы приготовления лекарств и косметических средств, а также разнообразное химическое оборудование и методы работы с ним, стал, вероятно, первой книгой по химии, написанной женщиной. Он неоднократно переиздавался во Франции, в том числе при жизни автора, и переводился на другие языки.

## Биография
Мари Мёрдрак родилась около 1610 года в Мандр-ле-Роз. О её жизни известно по большей части лишь то, что она сама писала о себе в своём трактате. Отцом Мари был сельский нотариус. У неё была сестра Катрин, в замужестве Ла Гетт, в 1681 году опубликовавшая книгу мемуаров. В 1625 году Мари вышла замуж за Анри де Вибрака, капитана гвардии Шарля де Валуа, герцога Ангулемского, и поселилась в его замке Гробуа (château de Grosbois). После замужества она познакомилась с графиней де Гиш, женой Армана де Грамона, графа де Гиш, которая стала её подругой и покровительницей и которой она впоследствии посвятила свой трактат.
Достоверно неизвестно, когда и как Мари Мёрдрак увлеклась химией. Однако сохранились сведения о том, что она вначале читала доступную ей литературу по химии и алхимии, а впоследствии завела собственную лабораторию, в которой проводила опыты. У неё даже была собственная высокотемпературная печь: это тем более удивительно, что для владения подобной печью требовалось специальное разрешение короля. Вероятно, поддержку, как моральную, так и финансовую, ей оказывала графиня де Гиш.
Основной целью Мари было создание лечебных и косметических средств, которые могли бы использовать женщины, причём она безвозмездно делилась своей продукцией со всеми нуждавшимися. Кроме того, она тщательно записывала составляемые ею рецепты и спустя два года решила опубликовать их в виде книги. По её собственным словам, этому предшествовали длительные сомнения:

Я начинала сей скромный Трактат исключительно для себя самой, чтобы не утратить знания, полученные благодаря долгому труду и многократным опытам. Впоследствии мне захотелось его напечатать, но если у меня были причины сделать мой труд всеобщим достоянием, то были и причины оставить его сокрытым: я твердила самой себе, что женщине не подобает поучать; что ей следует хранить молчание, слушать и учиться самой, не подавая вида, что и у неё есть какие-то познания; что издание книги ей, во-первых, недоступно, а во-вторых, способно лишь навредить её репутации: ведь мужчины презирают и чернят любые порождения женского ума. Но вместе с тем я тешила себя мыслью, что буду не первой женщиной, выступившей в печати, что ум не имеет пола и что если бы женщины были столь же просвещёнными, как мужчины, если бы на их образование тратилось столько же времени и средств, то они ни в чём не уступали бы мужскому полу.
Оригинальный текст (фр.)Quand j’ai commencé ce petit Traité, ça a été pour ma seule satisfaction, et pour ne pas perdre la mémoire des connaissances que je me suis acquises par un long travail, et par diverses recherches plusieurs fois réitérées. J’ai été tentée de le publier; mais si j’avais des raisons de le mettre en lumière, j’en avais pour le tenir caché; je m’objectais à moi-même que ce n'était pas la profession d’une femme d’enseigner; qu’elle se doit demeurer dans le silence, écouter et apprendre, sans témoigner qu’elle sait; qu’il est au-dessus d’elle de donner un Ouvrage au public, et que cette réputation n’est pas d’ordinaire avantageuse, puisque les hommes méprisent et blâment toujours les productions qui partent de l’esprit d’une femme. Je me flattais d’un autre côté que je ne suis pas la première qui ai mis quelque chose sous la Presse; que les Esprits n’ont point de sexe; et que si ceux des femmes étaient cultivés comme ceux des hommes, et que l’on employât autant de temps et de dépenses à les instruire, ils pourraient les égaler.

В 1666 году был опубликован её трактат «La Chymie Charitable et Facile, en Faveur des Dames» («Простая и милосердная химия для дам»), написанный на французском языке и рассчитанный на читательниц-женщин. С одной стороны, Мёрдрак писала простым и понятным языком, доступным самой широкой аудитории; с другой стороны, не избегала технических подробностей и давала исключительно подробные руководства. Трактат, объёмом в 330 страниц, состоял из шести частей. В первой Мёрдрак подробно описывала химический инструментарий, методы проведения опытов и различные меры веса. Вторая была посвящена свойствам лекарственных трав. В третьей речь шла о субстанциях животного происхождения. В четвёртой Мёрдрак, затрагивая область неорганической химии, писала о свойствах металлов. В пятой описывались средства от конкретных недугов, таких как головная и зубная боль. Наконец, шестая часть была посвящена разнообразным косметическим средствам: кремам, благовониям, краскам для волос, отбеливателям зубов и т. д. Мари также предостерегала своих читательниц от использования некоторых широко популярных в то время средств, которые могли представлять опасность (например, соединения ртути для отбеливания кожи), и призывала делиться приготовленными лекарствами с неимущими, как это делала она сама. Осознавая высокую стоимость и недоступность определённых ингредиентов и оборудования для многих читательниц, Мёрдрак описывала их более дешёвые и простые аналоги, давала рекомендации по самостоятельному изготовлению необходимых инструментов, и даже приглашала читательниц в собственную лабораторию. Практические, прикладные сведения опирались в её книге на теоретическую базу. Во многом Мёрдрак следовала учению Парацельса, однако она подвергала сомнению утверждения алхимиков, которым якобы удавалось получить золото и серебро: по её словам, их умозрительные теории никогда ещё не подтверждались практикой и непосредственной демонстрацией.
Хотя Мари Мёрдрак не сделала значимых научных открытий, она была опытным химиком-практиком и сведущим фармацевтом. Вероятно, её «Простая химия» стала первой книгой по этой науке, написанной женщиной. Более того: в то время, когда Мёрдрак писала свой трактат, химия вообще не выделялась как отдельная дисциплина и не преподавалась в университетах. Неслыханным было также заявление автора о том, что «ум не имеет пола» и её позиционирование себя как женщины-учёного, ставящей свою науку на службу другим женщинам. В конце концов её трактат был официально одобрен медицинским факультетом Парижского университета как содержащий «лишь то, что может быть полезно публике».
«Простая химия» пользовалась большой популярностью в конце XVII — начале XVIII века и трижды переиздавалась ещё при жизни автора. Кроме того, она по меньшей мере шестикратно переводилась на немецкий язык и один раз на итальянский. Во французском издании 1687 года на фронтисписе появился портрет автора: Мари Мёрдрак была изображена сидящей на ящике с материалами и указывающей на книжные полки и разнообразные предметы химического оборудования.